# Liste des présidents du Rwanda
Pour un article plus général, voir Président de la république du Rwanda.
Cet article dresse une liste des présidents de la république du Rwanda depuis l'établissement de la fonction en 1961 à la suite de la révolution rwandaise qui fait passer le pays d'une colonie belge dirigée par une monarchie à une république indépendante à partir de 1962.

## Liste des chefs d'État
| N°                                                        | Portrait                                                  | Titulaire (Naissance-mort)                                | Élection                                                  | Mandat                                                    | Mandat                                                    | Mandat                                                    | Parti politique                                           | Parti politique                                           |
| N°                                                        | Portrait                                                  | Titulaire (Naissance-mort)                                | Élection                                                  | Début                                                     | Fin                                                       | Durée                                                     | Parti politique                                           | Parti politique                                           |
| République rwandaise au sein du Ruanda-Urundi (1961-1962) | République rwandaise au sein du Ruanda-Urundi (1961-1962) | République rwandaise au sein du Ruanda-Urundi (1961-1962) | République rwandaise au sein du Ruanda-Urundi (1961-1962) | République rwandaise au sein du Ruanda-Urundi (1961-1962) | République rwandaise au sein du Ruanda-Urundi (1961-1962) | République rwandaise au sein du Ruanda-Urundi (1961-1962) | République rwandaise au sein du Ruanda-Urundi (1961-1962) | République rwandaise au sein du Ruanda-Urundi (1961-1962) |
| --------------------------------------------------------- | --------------------------------------------------------- | --------------------------------------------------------- | --------------------------------------------------------- | --------------------------------------------------------- | --------------------------------------------------------- | --------------------------------------------------------- | --------------------------------------------------------- | --------------------------------------------------------- |
| —                                                         | Dominique Mbonyumutwa                                     | Dominique Mbonyumutwa (1921-1986)                         | intérim                                                   | 28 janvier 1961                                           | 26 octobre 1961                                           | 8 mois et 28 jours                                        |                                                           | Parmehutu                                                 |
| 1                                                         | Grégoire Kayibanda                                        | Grégoire Kayibanda (1924-1976)                            | 1961                                                      | 26 octobre 1961                                           | 1er juillet 1962                                          | 8 mois et 5 jours                                         |                                                           | Parmehutu                                                 |
| Rwanda indépendant (depuis 1962)                          |                                                           |                                                           |                                                           |                                                           |                                                           |                                                           |                                                           |                                                           |
| (1)                                                       | Grégoire Kayibanda                                        | Grégoire Kayibanda (1924-1976)                            | –                                                         | 1er juillet 1962                                          | 10 mars 1965                                              | 14 ans et 4 jours                                         |                                                           | Parmehutu                                                 |
| (1)                                                       | Grégoire Kayibanda                                        | Grégoire Kayibanda (1924-1976)                            | 1965                                                      | 10 mars 1965                                              | 29 septembre 1969                                         | 14 ans et 4 jours                                         |                                                           | Parmehutu                                                 |
| (1)                                                       | Grégoire Kayibanda                                        | Grégoire Kayibanda (1924-1976)                            | 1969                                                      | 29 septembre 1969                                         | 5 juillet 1973                                            | 14 ans et 4 jours                                         |                                                           | Parmehutu                                                 |
| 2                                                         | Juvénal Habyarimana                                       | Juvénal Habyarimana (1937-1994)                           | Coup d'État                                               | 5 juillet 1973                                            | 24 décembre 1978                                          | 17 ans, 9 mois et 1 jour                                  |                                                           | MNRD                                                      |
| 2                                                         | Juvénal Habyarimana                                       | Juvénal Habyarimana (1937-1994)                           | 1978                                                      | 24 décembre 1978                                          | 19 décembre 1983                                          | 17 ans, 9 mois et 1 jour                                  |                                                           | MNRD                                                      |
| 2                                                         | Juvénal Habyarimana                                       | Juvénal Habyarimana (1937-1994)                           | 1983                                                      | 19 décembre 1983                                          | 19 décembre 1988                                          | 17 ans, 9 mois et 1 jour                                  |                                                           | MNRD                                                      |
| 2                                                         | Juvénal Habyarimana                                       | Juvénal Habyarimana (1937-1994)                           | 1988                                                      | 19 décembre 1988                                          | 6 avril 1994 (Assassiné)                                  | 17 ans, 9 mois et 1 jour                                  |                                                           | MNRD                                                      |
| —                                                         | Théodore Sindikubwabo                                     | Théodore Sindikubwabo (1928-1998)                         | intérim                                                   | 8 avril 1994                                              | 19 juillet 1994                                           | 3 mois et 11 jours                                        |                                                           | MNRD                                                      |
| 3                                                         | Pasteur Bizimungu                                         | Pasteur Bizimungu (né en 1950)                            | Transition                                                | 19 juillet 1994                                           | 23 mars 2000                                              | 5 ans, 8 mois et 4 jours                                  |                                                           | FPR                                                       |
| 4                                                         | Paul Kagame                                               | Paul Kagame (né en 1957)                                  | intérim                                                   | 24 mars 2000                                              | 22 avril 2000                                             | 24 ans, 11 mois et 24 jours                               |                                                           | FPR                                                       |
| 4                                                         | Paul Kagame                                               | Paul Kagame (né en 1957)                                  | 2000                                                      | 22 avril 2000                                             | 13 septembre 2003                                         | 24 ans, 11 mois et 24 jours                               |                                                           | FPR                                                       |
| 4                                                         | Paul Kagame                                               | Paul Kagame (né en 1957)                                  | 2003                                                      | 13 septembre 2003                                         | 6 septembre 2010                                          | 24 ans, 11 mois et 24 jours                               |                                                           | FPR                                                       |
| 4                                                         | Paul Kagame                                               | Paul Kagame (né en 1957)                                  | 2010                                                      | 6 septembre 2010                                          | 18 août 2017                                              | 24 ans, 11 mois et 24 jours                               |                                                           | FPR                                                       |
| 4                                                         | Paul Kagame                                               | Paul Kagame (né en 1957)                                  | 2017                                                      | 18 août 2017                                              | 11 août 2024                                              | 24 ans, 11 mois et 24 jours                               |                                                           | FPR                                                       |
| 4                                                         | Paul Kagame                                               | Paul Kagame (né en 1957)                                  | 2024                                                      | 11 août 2024                                              | en cours                                                  | 24 ans, 11 mois et 24 jours                               |                                                           | FPR                                                       |